# Рачки (Підляське воєводство)
Рачкі (біл. Рачкі), (пол. Raczki) — село в Польщі, у гміні Рачки Сувальського повіту Підляського воєводства.
Населення — 2320 осіб (2011).
У 1975-1998 роках село належало до Сувальського воєводства.

## Галерея

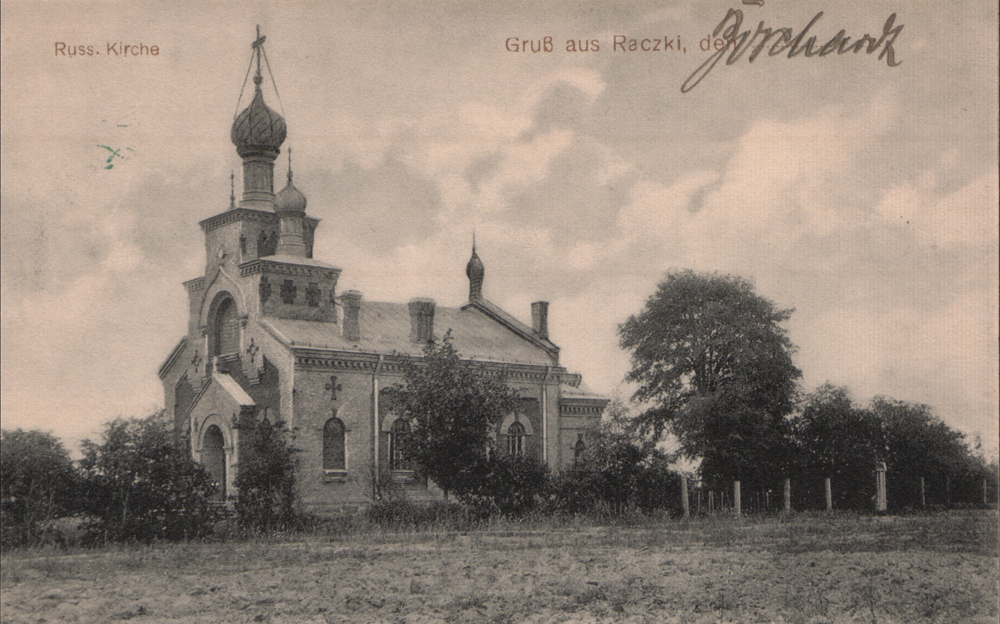
Православна церква знищена під час акції Ревіндикації
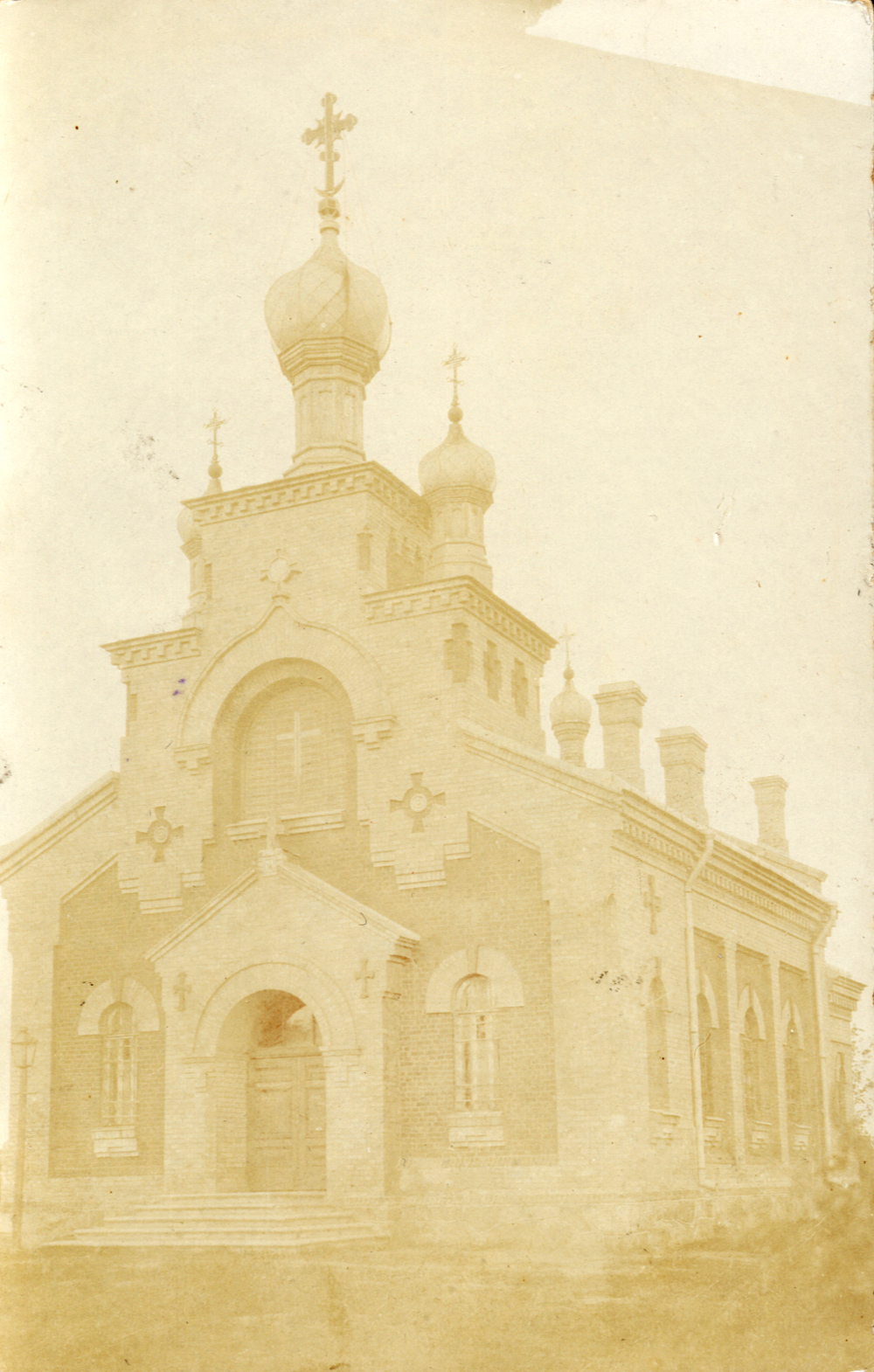
Православна церква
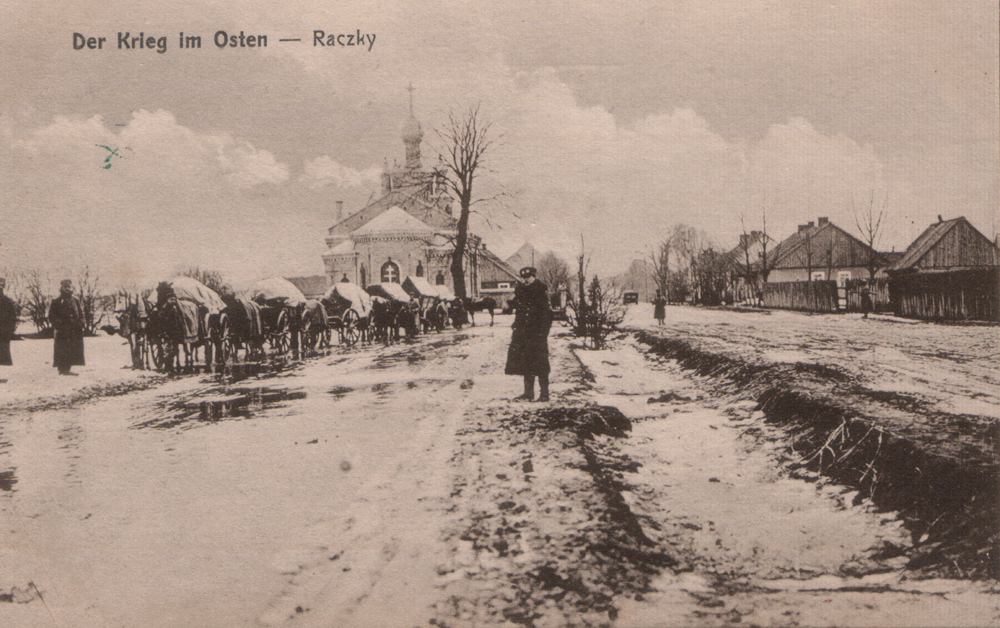
церква

## Демографія
Демографічна структура станом на 31 березня 2011 року:
|          | Загалом | Допрацездатний вік | Працездатний вік | Постпрацездатний вік |
| -------- | ------- | ------------------ | ---------------- | -------------------- |
| Чоловіки | 1139    | 257                | 803              | 79                   |
| Жінки    | 1181    | 248                | 717              | 216                  |
| Разом    | 2320    | 505                | 1520             | 295                  |